# Tateo Katō
Tateo Katō (加藤 建夫, Katō Tateo) (28 septembre 1903 - 22 mai 1942) est un as du Service aérien de l'Armée impériale japonaise qui fut tué au combat. Il est crédité d'au moins 18 victoires aériennes et décoré à titre posthume de l'ordre du Milan d'or.

## Biographie
Katō est né et a grandi dans l'actuelle ville d'Asahikawa à Hokkaidō. Son père, le sergent Tetsuzo Katō, est tué durant la guerre russo-japonaise. Il sort diplômé de la 37e promotion de l'académie de l'armée impériale japonaise en 1925 et entre à l'école d'aviation de Tokorozawa deux ans plus tard.
En mai 1927, il est posté au 6e Hiko Rentai (régiment aérien) à Pyongyang en Corée. Ses talents de pilote aux commandes du chasseur biplan Kawasaki Ko-4 (une variante du Nieuport-Delage NiD.29) lui valent d'être sélectionné pour devenir instructeur à Tokorozawa en 1928. En 1932, Katō est promu instructeur en chef à l'école d'aviation d'Akeno, la première académie de pilotes du Service aérien de l'Armée impériale japonaise. En 1936, Katō devient commandant du 5e Hiko Rentai et à la suite du déclenchement de la seconde guerre sino-japonaise en 1937, il devient commandant du 2e Daitai, équipé de chasseurs biplan Kawasaki Ki-10 « Perry », qui acquiert rapidement le contrôle du ciel dans le nord de la Chine. Katō est crédité de neuf victoires aériennes durant ses rotations, ce qui en fait le meilleur pilote en Chine durant la période 1937-41.
Katō retourne au Japon en 1939 pour étudier à l'école militaire impériale du Japon et est affecté à l'État-major de l'armée impériale japonaise. Il visite également l'Europe pendant une affectation avec le général Hisaichi Terauchi, et étudie la Luftwaffe en Allemagne nazie. Durant cette période, il est promu major.

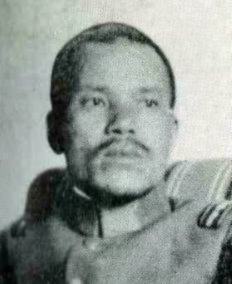
Tateo Katō.

En 1941, au début de la guerre du Pacifique, Katō est nommé commandant du 64e Sentai, basé à Guangzhou en Chine, et équipé des derniers chasseurs Nakajima Ki-43 Hayabusa. Son unité participe aux premiers combats de la guerre et se distingue particulièrement durant l'invasion de la Malaisie. Le 64e Sentai est stationné au terrain d'aviation de Duong Dong sur l'île indochinoise de Phú Quốc en soutien à la flotte d'invasion japonaise basée en Malaisie, et pour attaquer des cibles terrestres en Malaisie et en Birmanie. Le 64e Sentai connait son premier combat aérien contre les Tigres volants le 25 décembre 1941, alors qu'il escorte une escadrille de bombardiers sur Rangoon. Sous le commandement de Katō, l'unité est créditée de 260 victoires aériennes contre les alliés. Il refuse d'établir un crédit de victoires par pilotes au nom du travail d'équipe. Katō est promu lieutenant-général en février 1942.
Le 22 mai 1942, pendant qu'il survole le golfe du Bengale, Katō est tué au combat alors qu'il attaque une escadrille de bombardiers britanniques Bristol Blenheim. Pendant qu'il remonte après avoir attaqué en plongée les Blenheims, le mitrailleur de tourelle « Jock » McLuckie tire en rafale sur le ventre exposé du chasseur pendant une longue salve et le Ki-43 commence à prendre feu et s'écrase dans l'eau. Katō est promu major-général à titre posthume et est honoré comme « dieu de la guerre » lors d'une cérémonie shinto spéciale au Yasukuni-jinja à Tokyo à la mi-octobre 1942.
L'héroïsme de Katō est largement repris par la propagande japonaise et le gouvernement produit un film intitulé L’Escadrille des faucons de Katō (加藤隼戦闘隊) (1944) sur sa vie.